# Sminthurididae
Sminthurididae  (лат.) — семейство коллембол из надсемейства Sminthuridoidea (Symphypleona). В ископаемом состоянии известно из мелового испанского янтаря.

## Описание
Мелкие коллемболы почти округлой формы тела, бело-желтые, красно-коричневые. 

## Классификация
Около 10 родов и 150 видов.
- Boernerides Bretfeld, 1999
- Debouttevillea Murphy, 1965
- Denisiella Folsom & Mills, 1938[2]
- †Pseudosminthurides Sánchez-García and Engel, 2016
- Pygicornides Betsch, 1969
- Sinnamarides Betsch et Waller, 1991
- Sminthurides Börner, 1900 (около 60 видов)
- Sminthuridia Massoud & Betsch, 1972
- Sphaeridia Linnaniemi, 1912 (около 65 видов)
- Stenacidia Börner, 1906
- Yosiides Massoud & Betsch, 1972